# 2012年ロンドンオリンピックのジブチ選手団
2012年ロンドンオリンピックのジブチ選手団（2012ねんロンドンオリンピックのジブチせんしゅだん）は、2012年7月27日から8月12日までイギリスのロンドンで開催されたロンドンオリンピックジブチ選手団の名簿。

## 選手団
- 人員: 選手 5人
- 開会式旗手: Zourah Ali

## 種目別選手・スタッフ名簿及び成績

### 陸上競技
- Mumin Gala（男子5000m）13分50秒26 決勝
- Zourah Ali（女子400m）1分05秒37 予選敗退

### 柔道
- Sally Raguib（女子57kg級）第2回戦敗退

### 競泳
- アブドゥラハマン・オスマン（男子50m自由形）27秒25 予選敗退

### 卓球
- ヤスミン・ハッサンファラ（女子シングルス）予選敗退